# Atkins (Virginia)
Atkins es un lugar designado por el censo del Condado de Smith, Virginia, Estados Unidos. Según el censo de 2000 tenía una población de 1.138 habitantes y una densidad de población de 81,29 hab/km².

## Demografía
Según el censo del 2000, Atkins tenía 1.138 habitantes, 494 viviendas, y 329 familias. La densidad de población era de 81,4 habitantes por km².
De los 494 viviendas en un 26,9%  vivían niños de menos de 18 años, en un 50%  vivían parejas casadas, en un 11,5% mujeres solteras, y en un 33,2% no eran unidades familiares. En el 29,1% de las viviendas  vivían personas solas el 11,9% de las cuales correspondía a personas de 65 años o más que vivían solas. El número medio de personas viviendo en cada vivienda era de 2,3 y el número medio de personas que vivían en cada familia era de 2,81.
Por edades la población se repartía de la siguiente manera: un 21,6% tenía menos de 18 años, un 9,1% entre 18 y 24, un 28,4% entre 25 y 44, un 26,4% de 45 a 60 y un 14,6% 65 años o más.
La media de edad era de 38 años.  Por cada 100 mujeres de 18 o más años  había 86,6 hombres.
La renta media por vivienda era de 26.667$ y la renta media por familia de 30.625$. Los hombres tenían una renta media de 23.274$ mientras que las mujeres 17.000$. La renta per cápita de la población era de 17.516$. En torno al 5,6% de las familias y el 9,6% de la población estaban por debajo del umbral de pobreza.

## Localidades adyacentes
El siguiente diagrama muestra a las localidades en un radio de 20 kilómetros (12,4 mi) de Atkins.